# Angelus Novus
Angelus Novus ist eine von Paul Klee 1920 geschaffene aquarellierte Zeichnung aus Tusche und Ölkreide auf bräunlichem Papier. Das Blatt hat die Maße 31,8 × 24,2 Zentimeter und befindet sich seit 1989 im Israel-Museum in Jerusalem. Es ist insbesondere durch Walter Benjamin bekannt geworden, der mehrere seiner Schriften auf das Bild bezog.

## Bildbeschreibung
Angelus Novus gilt als eines der frühen Bilder in der von Paul Klee geschaffenen Motivgruppe von Engeln, die etwa fünfzig zwischen 1915 und 1940 entstandene Werke umfasst. Nach Klees eigenen Worten handelt es sich um Geschöpfe, die sich erst im „Vorzimmer der Engelschaft“ befinden. Ihre Ausführung wird beschrieben als stenogrammartige Zeichenschrift mit der Wirkung einer sprudelnden, unbekümmerten Heiterkeit, in der der Witz über das Leid gesiegt hat. Auffällig an der schwebend gezeichneten Gestalt sind der im Verhältnis zum Körper übergroße Kopf, die emporgestreckten Arme mit erhobenen Fingern, die nur leicht ein Paar Flügel andeuten, und die rudimentären Beine mit an Vogelfüße erinnernden drei Zehen. Ausgestaltet ist ein prägnantes Gesicht mit weiten Augen, deutlicher Nase und einem geöffneten Mund mit sichtbaren Zähnen. Deutlich sind zudem die großen Ohren und die Kehle beziehungsweise der Hals, vor allem jedoch die wie unbezeichnete Schriftrollen dargestellten Haare, die „wie vom Sturm her“ zerzaust wirken. Der Blick der Figur geht aus dem Bildraum heraus und am Betrachter vorbei.
Die Zeichnung ist in braunen und goldgelben Tönen auf gebräuntem Papier gehalten, ihr Grund wirkt fleckig, die Ecken sind abgedunkelt, so dass die Figur in einem angedeuteten Oval steht oder entschwebt. Das Bild ist unten rechts signiert und datiert.
Im Kontext von Paul Klees Motivgruppe kann der Titel Angelus Novus als Junger Engel verstanden werden, ein Engel, der erst noch werden muss. Walter Benjamin übersetzte ihn als Neuer Engel in der Vorstellung  der jüdischen Engellehre, wonach bestimmte Engel in jedem Augenblick neu entstehen und sofort wieder vergehen.

## Provenienz
Das Bild wurde im Mai / Juni 1920 im Rahmen einer großen Paul Klee Werkschau der Galerie Hans Goltz in München ausgestellt. Walter Benjamin erwarb es im Mai oder Anfang Juni 1921 für 1000 Papiermark und stellte es zunächst bei seinem Freund Gershom Scholem unter. Im November 1921 schickte Scholem die Zeichnung nach Berlin, wo sich Benjamin eine neue Wohnung einrichtete. Im September 1933 ging Benjamin auf der Flucht vor den Nationalsozialisten ins Exil nach Paris und ließ das Bild zurück, 1935 konnten es ihm Freunde nachbringen. Als Benjamin die Stadt vor dem Einmarsch der deutschen Wehrmacht 1940 verlassen musste, blieb es wiederum zurück. Der französische Schriftsteller Georges Bataille versteckte es mit weiterem Nachlass in der Bibliothèque nationale de France. Auf der Flucht beging Walter Benjamin am 26. September 1940 in Portbou Suizid. Gegen Ende des Krieges gelangte die Zeichnung mit weiteren Unterlagen an Theodor W. Adorno in New York, der es später an Gershom Scholem weitergab, so wie es in einem Testament aus dem Jahr 1932 von Benjamin gewünscht war. Der Angelus Novus hing bis zu Scholems Tod in dessen Wohnung in Rechavia, Jerusalem, dann wurde es als ein Geschenk von Fania und Gershom Scholem, John Herring, Marlene und Paul Herring, Jo Carole und Ronald Lauder an das Israel-Museum gegeben. Das Bild ist in einem fragilen Zustand und konnte daher 2013 bei der Essener Ausstellung Die Engel von Paul Klee nur in einer Kopie gezeigt werden. Von Mai bis Mitte Juli 2025 wurde das fragile Original für eine Sonderausstellung an das Bode-Museum in Berlin ausgeliehen.

## Rezeption

### Der Engel der Geschichte
Walter Benjamin nutzte den Angelus Novus zu vielschichtigen Reflexionen und Denkbildern. Dabei hatte Paul Klees Werk bereits früh Eindruck auf ihn hinterlassen. Im Oktober 1917 schreibt Benjamin, dass Klee der einzige moderne Maler sei, der ihn berühre und damit motiviere, sich mit den Grundlagen der Malerei zu beschäftigen. Seine Frau Dora schenkte ihm 1920 Klees Vorführung des Wunders (Aquarell und Feder, Gipsgrundierung auf Karton, 26,4 × 22,4 cm, seit 1962 im Museum of Modern Art, New York). Er nahm es mit Begeisterung auf: „Ich liebe ihn sehr und dieses ist das schönste von allen Bildern, die ich von ihm sah.“ Kurz nach dem Erwerb des Angelus Novus führte Benjamin im Briefverkehr mit Gershom Scholem, dem er das Bild zunächst zur Aufbewahrung gegeben hatte, Assoziationen über die Kabbala, Angelologie und Dämonologie aus und bezeichnete die Figur als einen „neu-erschaffenen Kabbalabeschützer“. Als Botschafter der Kabbala nimmt der Engel in den folgenden Jahren einen festen Platz in der Kommunikation zwischen beiden ein. Im Laufe des Jahres 1921 plante Benjamin zudem die Herausgabe einer Zeitschrift mit streitbaren philosophischen und literarischen Texten, der er den Titel Angelus Novus gab. Das Projekt wurde jedoch nicht realisiert. Aufnahme fand das Bild als „das andere im Menschen“ auch in dem im Februar 1931 fertiggestellten Essay über Karl Kraus sowie im August 1933 in den autobiographischen Reflexionen Agesilaus Santander.
Eine besondere Hervorhebung erfuhr die Gestalt in dem Text Über den Begriff der Geschichte, in dessen IX. These beschreibt Benjamin sie als Engel der Geschichte:

„Es gibt ein Bild von Klee, das Angelus Novus heißt. Ein Engel ist darauf dargestellt, der aussieht, als wäre er im Begriff, sich von etwas zu entfernen, worauf er starrt. Seine Augen sind aufgerissen, sein Mund steht offen und seine Flügel sind ausgespannt. Der Engel der Geschichte muß so aussehen. Er hat das Antlitz der Vergangenheit zugewendet. Wo eine Kette von Begebenheiten vor uns erscheint, da sieht er eine einzige Katastrophe, die unablässig Trümmer auf Trümmer häuft und sie ihm vor die Füße schleudert. Er möchte wohl verweilen, die Toten wecken und das Zerschlagene zusammenfügen. Aber ein Sturm weht vom Paradiese her, der sich in seinen Flügeln verfangen hat und so stark ist, daß der Engel sie nicht mehr schließen kann. Dieser Sturm treibt ihn unaufhaltsam in die Zukunft, der er den Rücken kehrt, während der Trümmerhaufen vor ihm zum Himmel wächst. Das, was wir den Fortschritt nennen, ist dieser Sturm.“

### Angelus Novus in Musik, Film und Literatur
Eine Publikationsreihe Engel der Geschichte des Holzschneiders HAP Grieshaber bezieht sich direkt auf Walter Benjamins Text. Es erschienen in den Jahren 1964 bis 1981 dreiundzwanzig Ausgaben.
Außerdem bezieht sich Wim Wenders Spielfilm Der Himmel über Berlin von 1987 auf selbigen und Klees Bild.
Die US-amerikanische Künstlerin und Musikerin Laurie Anderson behandelt den Angelus Novus in ihrem Song The Dream Before auf dem Album Strange Angels von 1989. Die Geschichte ist dabei angesiedelt in Berlin, wohl in Reverenz an Walter Benjamins Geburtsort.
Der isländische Sänger, Schauspieler und Komponist Egill Ólafsson veröffentlichte 2001 ein Soloalbum mit dem Titel Angelus Novus. Sowohl das gesamte Album als auch das gleichnamige Titellied beziehen sich auf das Werk Paul Klees.
Das Ensemble Sortisatio spielte 2003 die sich auf das Gemälde beziehende Komposition N-gl von John Wolf Brennan auf die CD 8 Pieces on Paul Klee ein.
Die österreichische Theatergruppe TheaterAngelusNovus (1981–1988) unter der Leitung Josef Szeiler, die sich v. a. mit Texten von Bert Brecht, Heiner Müller und Homer beschäftigte, erwies dem Bild sowie dem Text von Walter Benjamin Reverenz.
Der japanische Komponist Toshio Hosokawa vertonte das Gedicht Gruß vom Angelus von Gershom Scholem über das Klee-Bild in seinem Requiem Sternlose Nacht (2010/2012) im VIII. Satz sowie im 2. Satz seiner Drei Engel-Lieder (2014).
Der afghanische Autor und Regisseur Aboozar Amini (* 1985) gab seinem Kurzspielfilm von 2014 über zwei afghanische Kinder und ihre Familie auf der Flucht in die Türkei den Namen Angelus Novus -- die Reise ins Ungewisse.
Die norwegische Band Ulver veröffentlichte auf ihrem Album The Assassination of Julius Caesar 2017 einen Song mit dem Titel Angelus Novus.